# Telefônica Brasil
Telefônica Brasil, fazendo negócios como Vivo, é uma subsidiária do Grupo Telefónica no Brasil. Opera no país desde 1998, quando adquiriu companhias regionais na esteira da privatização do Sistema Telebrás.

## História
A empresa começou a atuar no país em 1996 quando formou um consórcio chamado Telefônica do Brasil Holding (TBH), ao lado da Rede Brasil Sul de Comunicações (RBS) e a norte-americana Citicorp que venceram o leilão da Companhia Riograndense de Telecomunicações (CRT), do Rio Grande do Sul, empresa que não fazia parte do sistema de telecomunicações brasileiro Telebrás, mas que era da competência estadual desde o governo de Leonel Brizola, em 1962 e em 1998 a Telefónica havia adquirido parcialmente as ações da empresa gaúcha que pertencia ao estado e ao lado de Portugal Telecom e as espanholas Iberdrola e o Banco Bilbao Vizcaya (BBV) formam o consórcio chamado Tele Brasil Sul (TBS). Em 1999 a Portugal Telecom vende sua participação na CRT. Mais tarde foi vendida novamente pela Brasil Telecom em 2000, mas só que a Brasil Telecom viria a ser vendida pela Oi em 2008.
Na esteira da privatização do Sistema Telebrás, em 1998, o grupo Telefónica, de origem espanhola, adquiriu a Telesp, companhia estatal que operava serviços de telefonia fixa no estado de São Paulo. O valor pago pela aquisição foi de R$ 5,78 bilhões, um ágio de 64% sobre o preço mínimo estipulado. A Telesp Celular, no entanto, foi arrematada pela Portugal Telecom por R$ 3,59 bilhões. Com a compra da Telesp, a Telefónica adquiriu indiretamente a CTBC, empresa controlada pela Telesp, que operava no ABC paulista. No mesmo leilão, a Telefónica adquiriu o controle da Tele Sudeste Celular (RJ/ES) por R$ 1,168 bilhão e a Tele Leste Celular (BA/SE) por R$ 368 milhões.
Posteriormente, em 1999, a companhia adquiriu a Ceterp, por R$ 208,8 milhões. Segundo a legislação vigente, uma companhia não poderia deter licenças de telefonia fixa e celular em uma mesma área de atuação. Desta forma, em 2000 a Ceterp Celular foi adquirida pela Telesp Celular, por valores não divulgados. Na época, estimava-se que os valores pagos pela aquisição ficassem entre R$ 120 milhões e R$ 150 milhões.
No mesmo ano, a Telefónica comprou 51% das ações do portal de internet ZAZ por US$ 250 milhões, permanecendo no controle da RBS, com a qual ficou com 49% das ações. Em 2000, a Telefónica comprou a totalidade do portal e passou a se chamar de Terra, marcando a entrada do portal de internet na América Latina.
Em dezembro de 1999, lança o Speedy, um serviço de acesso à internet em banda larga via ADSL.
Em 2000, Telefónica e Portugal Telecom realizaram uma troca de ações da Telesp e Telesp Celular que ambas detinham e a Telefônica passou a ter controle total da Telesp e a Portugal Telecom, da Telesp Celular.
Em 2002, lança a iTelefônica, um serviço de acesso à internet discada.
Em 2003, a Portugal Telecom, numa ação de joint-venture, uniu seus ativos de telefonia móvel com a Telefónica, e juntas criaram a Vivo.
Em 2006, adquiriu 49% das ações da TVA, empresa de TV a cabo do grupo Abril. A aquisição foi aprovada pela Anatel em 2007. Posteriormente, em 2011, o grupo assumiu a totalidade das ações da TVA, depois de mudanças na regulamentação do setor.
No mesmo ano, foi lançada a operadora de televisão por assinatura via satélite, a VocêTV, em parceria com a AstralSat. A operadora encerrou suas atividades em 2009.
Em 2007, lançou no Brasil mais uma operadora de televisão por assinatura via satélite, a Telefônica TV Digital, existente nos países da América Latina.
Em 2010, após uma série de negociações, adquiriu a participação de sua sócia Portugal Telecom na empresa de telefonia celular Vivo. A participação adquirida foi de 30%, por US$ 9,75 bilhões. A operação foi justificada pelo interesse da Portugal Telecom na fusão com a operadora brasileira Oi.
Em 2011, aprovou a incorporação da sua subsidiária Vivo, unificando suas operações no Brasil. Em paralelo, foi aprovada a mudança da razão social da companhia para Telefônica Brasil S/A.
Em 2012, anunciou um plano de R$ 120 milhões para transição da marca usada pelo grupo no Brasil. A transição foi concluída no mesmo ano, e a marca Vivo passou a ser responsável pelos produtos fixos e móveis ofertados pela companhia.
Em 2013, inaugurou sua nova sede, no Edifício Eco Berrini, localizado na Avenida Engenheiro Luís Carlos Berrini, em São Paulo. O prédio tem capacidade para mais de 5 mil funcionários e a inauguração contou com a presença do então CEO e presidente do Grupo Telefónica, César Alierta.
Em 2014, foi fechada a compra da GVT, empresa brasileira com sede em Curitiba, propriedade da francesa Vivendi. A transação foi avaliada em R$ 22 bilhões, sendo que cerca de R$ 14 bilhões foram pagos em dinheiro. O restante foi pago em ações da companhia (cerca de 7,5% do seu capital) e em ações da Telecom Italia, controladora da TIM Brasil (cerca de 5,7% do capital da companhia italiana). Posteriormente, em 2015, a aquisição foi aprovada pelo CADE com restrições, dentre elas, a venda gradual de ações da Telefônica Brasil pela Vivendi. Isso se deve ao fato de que a Vivendi teria participação em duas companhias concorrente (Telefônica Brasil e TIM Brasil). Em julho do mesmo ano, a companhia francesa finalizou a venda das ações que detinha na Telefônica Brasil, em uma operação avaliada em US$ 887 milhões. Em 15 de abril de 2016, a GVT foi oficialmente extinta, passando a operar sob a marca Vivo.
Em 2017, adquiriu a Terra Networks, por meio de sua subsidiária Telefônica Data. A operação foi avaliada em R$ 250 milhões. A operação teve como objetivo possibilitar uma ampliação e integração da oferta comercial de serviços digitais que podem agregar valor imediato à carteira de clientes da TData e da companhia, bem como gerar oferta de serviços da TData para a base de clientes e assinantes dos serviços da Terra Networks e gerar alavancagem do negócio de publicidade da Tdata.
Em junho de 2024, a Anatel aprovou a migração do regime de concessão de telefonia fixa da Telefônica Brasil para o regime de autorização. No acordo firmado, a operadora se comprometeu a realizar investimentos de R$ 4,5 bilhões em novas redes de telecomunicações e de manter o serviço de telefonia fixa nas localidades onde não há qualquer outro serviço de telecomunicações até o ano de 2028. O acordo dependia de aprovação do TCU e da AGU. O processo de migração foi concluída em 11 de abril de 2025.